# First-person
I computerspilsgenre er first-person (dansk: første person) ethvert grafisk perspektiv, der gengives fra spillerkarakterens synsvinkel (derved førstepersonsperspektivet), eller fra indersiden af en enhed eller et køretøj styret af spillerkarakteren. Det er et af to perspektiver, der bruges i langt størstedelen af videospil, hvor det andet er third-person, det grafiske perspektiv udefra en karakter (men muligvis fokuseret på en karakter); nogle spil som interaktiv fiktion tilhører ikke nogen af formaterne.